# مرگ‌ها در ژوئیه ۲۰۱۸
آنچه در پی می‌آید فهرست افراد سرشناسی است که در ژوئیه ۲۰۱۸ درگذشته‌اند. در هر عنوان به‌ترتیب نام شخص، سن، ملیت، دلیل سرشناسی، علت مرگ، و منبع آمده‌است.

## ژوئیه

### ۱
- جیلیان لین، ۹۲، رقصنده، بازیگر، و طراحی رقص بریتانیایی (شبح اپرا، گربه‌ها، The Muppet Show).[۱]
- جانفرانکو پتریس، ۸۱، بازیکن فوتبال ایتالیایی (باشگاه فوتبال فیورنتینا، باشگاه فوتبال لاتزیو، تیم ملی فوتبال ایتالیا).[۲]

### ۲
- هنری باتلر، ۶۸، موسیقی‌دان و نوازنده پیانوی جاز آمریکایی، سرطان.[۳]

### ۳
- رابی مولر، ۷۸، فیلم‌بردارهلندی (پاریس، تگزاس، رقصنده در تاریکی، مرد مرده)، دمانس عروقی.[۴]

### ۴
- ژرژ-امانوئل کلانسیه، ۱۰۴، نویسنده و شاعر قرن بیستم میلادی اهل فرانسه.[۵]
- هنری دیریکس، ۹۰، بازیکن فوتبال بلژیکی (تیم ملی فوتبال بلژیک).[۶]
- ارنست دبلیو هامبورگ، ۸۵، فیزیکدان برزیلی، لنفوم.[۷]

### ۵
- اوگنی گولود، ۸۳، ریاضی‌دان روس.[۸]
- کلود لنزمن، ۹۲، مستندساز فرانسوی (شوآ، The Last of the Unjust، Pourquoi Israël).[۹]

### ۶
- بروس هانتر، ۷۹، شناگر المپیکی اهل ایالات متحدهٔ آمریکا (۱۹۶۰).[۱۰]
- ولاتکو ایلیوسکی، ۳۳، خواننده اهل جمهوری مقدونیه.[۱۱]

### ۸
- تب هانتر، ۸۶، بازیگر و خوانندهٔ آمریکایی (Damn Yankees، گریس ۲) ("Young Love")، ترومبوز سیاهرگی عمقی.[۱۲]
- کارلو وانزینا، ۶۷، کارگردان، تهیه‌کننده و فیلم‌نامه‌نویس ایتالیایی (Eccezzziunale... veramente، Vacanze di Natale، Un'estate al mare).[۱۳]

### ۹
- پیتر کرینگتون، ۹۹، سیاستمدار بریتانیایی، وزیر مشاور در امور خارجه و مشترک‌المنافع (۱۹۷۹–۱۹۸۲)، دبیرکل ناتو (۱۹۸۴–۱۹۸۸).[۱۴]
- هانس گونتر وینکلر، ۹۱، ورزشکار رشتهٔ سوارکاری اهل آلمان (سوارکاری در بازی‌های المپیک تابستانی ۱۹۵۶).[۱۵]
- ماریون وودمن، ۸۹، نویسنده اسطوره‌ساز و چهره شاخص فعال امور زنان.[۱۶]

### ۱۲
- عباس امیرانتظام، ۸۶، سیاستمدار ایرانی، معاون نخست‌وزیر و سخنگوی دولت مهدی بازرگان.[۱۷]
- دادا واسوانی، ۹۹، از آموزگاران بلندپایهٔ معنوی هندو.[۱۸]

### ۱۳
- توروالد استولتنبرگ، ۸۷، سیاستمدار نروژی،‏ وزیر دفاع ‏(۱۹۷۹–۱۹۸۱)، وزیر امور خارجه (۱۹۸۷–۱۹۸۹، ۱۹۹۰–۱۹۹۳).[۱۹]

### ۱۵
- دراگوتین شوربک، ۷۱، بازیکن تنیس روی میز اهل کرواسی.[۲۰]

### ۱۷
- ایوان بلیک، ۸۷، طراح صحنه و لباس اسپانیایی (سوپرمن، نیکلاس و الکساندرا، Jesus Christ Superstar)، برندهٔ جایزه اسکار بهترین طراحی لباس (چهل و چهارمین دوره جوایز اسکار).[۲۱]
- مارک هایس، ۶۹، گلف‌باز آمریکایی، بیماری آلزایمر.[۲۲]

### ۱۸
- برتون ریکتر، ۸۷، فیزیکدان آمریکایی، برندهٔ جایزه نوبل فیزیک (۱۹۷۶).[۲۳]

### ۱۹
- شینوبو هاشیموتو، ۱۰۰، فیلم‌نامه‌نویس ژاپنی (هفت سامورایی، راشومون، من در ترس زندگی می‌کنم)، سینه‌پهلو.[۲۴]

### ۲۳
- ماریون پیتمن آلن، ۹۲، سیاستمدار و روزنامه‌نگار آمریکایی، نمایندهٔ مجلس سنای ایالات متحده آمریکا از آلاباما (۱۹۷۸).[۲۵]
- پل مادلی، ۷۳، بازیکن فوتبال انگلیسی (باشگاه فوتبال لیدز یونایتد، تیم ملی فوتبال انگلستان)، بیماری پارکینسون.[۲۶]
- اوکسانا شاچکو، ۳۱، هنرمند و فعال حقوق زنان اوکراینی، از بنیان‌گذاران فمن، خودکشی.[۲۷]

### ۲۵
- واختانگ بالاوادزه، ۹۰، کشتی‌گیر آزادکار گرجستانی، قهرمان جهان (مسابقات قهرمانی کشتی جهان ۱۹۵۴، مسابقات قهرمانی کشتی جهان ۱۹۵۷).[۲۸]
- سرجو مارکیونه، ۶۶، بازرگان، کارآفرین و مدیر ارشد اجرایی ایتالیایی-کانادایی (گروه فیات کرایسلر، فراری، مازراتی)، حملهٔ قلبی.[۲۹]
- پاتریک ویلیامز، ۷۹، آهنگساز اهل ایالات متحده آمریکا، (The Mary Tyler Moore Show، گسستن، گریان)، سرطان.[۳۰]

### ۲۶
- آدم دماچی، ۸۲، نویسنده و سیاستمدار اهل کوزوو و آلبانی.[۳۱]
- والتر فیشر، ۸۷، روان‌شناس اهل ایالات متحده آمریکا، بیماری آلزایمر.[۳۲]

### ۲۷
- برنارد هپتون، ۹۲، بازیگر بریتانیایی (بازداشتگاه کلدیتز، I، Claudius، ارتش سری).[۳۳]

### ۲۹
- عباس دوزدوزانی، ۷۶، سیاستمدار ایرانی، رئیس شورای اسلامی شهر تهران و ری و تجریش (۱۹۹۹)، نمایندهٔ مجلس شورای اسلامی (۱۹۸۴–۱۹۹۲)، وزیر ارشاد ملی (۱۹۸۰–۱۹۸۱).[۳۴]
- ویبکه اسکوفترود، ۳۸، اسکی‌باز صحرانوردی نروژی، قهرمان المپیک (۲۰۱۰)، جت‌اسکی تصادف.[۳۵]

### ۳۰
- آندرئاس کاپس، ۵۲، دوچرخه‌سوار المپیکی آلمانی (دوچرخه‌سواری در بازی‌های المپیک تابستانی ۱۹۸۴)، شوک آنافیلاکتیک.[۳۶]

### ۳۱
- رافائل آمادور، ۵۸، بازیکن فوتبال مکزیکی، (Pumas UNAM، تیم ملی فوتبال مکزیک) و مربی (Pumas UNAM).[۳۷]